# Jiří Čadek
Jiří Čadek est un footballeur tchécoslovaque né le 7 décembre 1935 à Pavlíkov et mort le 20 décembre 2021. Il évoluait au poste de défenseur.

## Biographie

### En club
Avec le Dukla Prague, il remporte sept championnats de Tchécoslovaquie et quatre Coupes de Tchécoslovaquie.
Il joue 32 matchs en Coupe d'Europe des clubs champions avec cette équipe, atteignant à plusieurs reprises les quarts de finale de cette compétition.

### En équipe nationale
International tchécoslovaque, il reçoit trois sélections en équipe de Tchécoslovaquie de 1957 à 1958. 
Il fait partie du groupe tchécoslovaque lors de la Coupe du monde 1958 organisée en Suède. Lors de la compétition, il joue un match contre l'Irlande du Nord.

## Carrière
- 1952-1954 :  Avia Čakovice
- 1955-1971 :  Dukla Prague

## Palmarès

### En club
Avec le Dukla Prague :
- Champion de Tchécoslovaquie en 1956, 1958, 1961, 1962, 1963, 1964 et 1966
- Vainqueur de la Coupe de Tchécoslovaquie en 1961, 1965, 1966 et 1969